# Estland i Eurovision Song Contest 2016

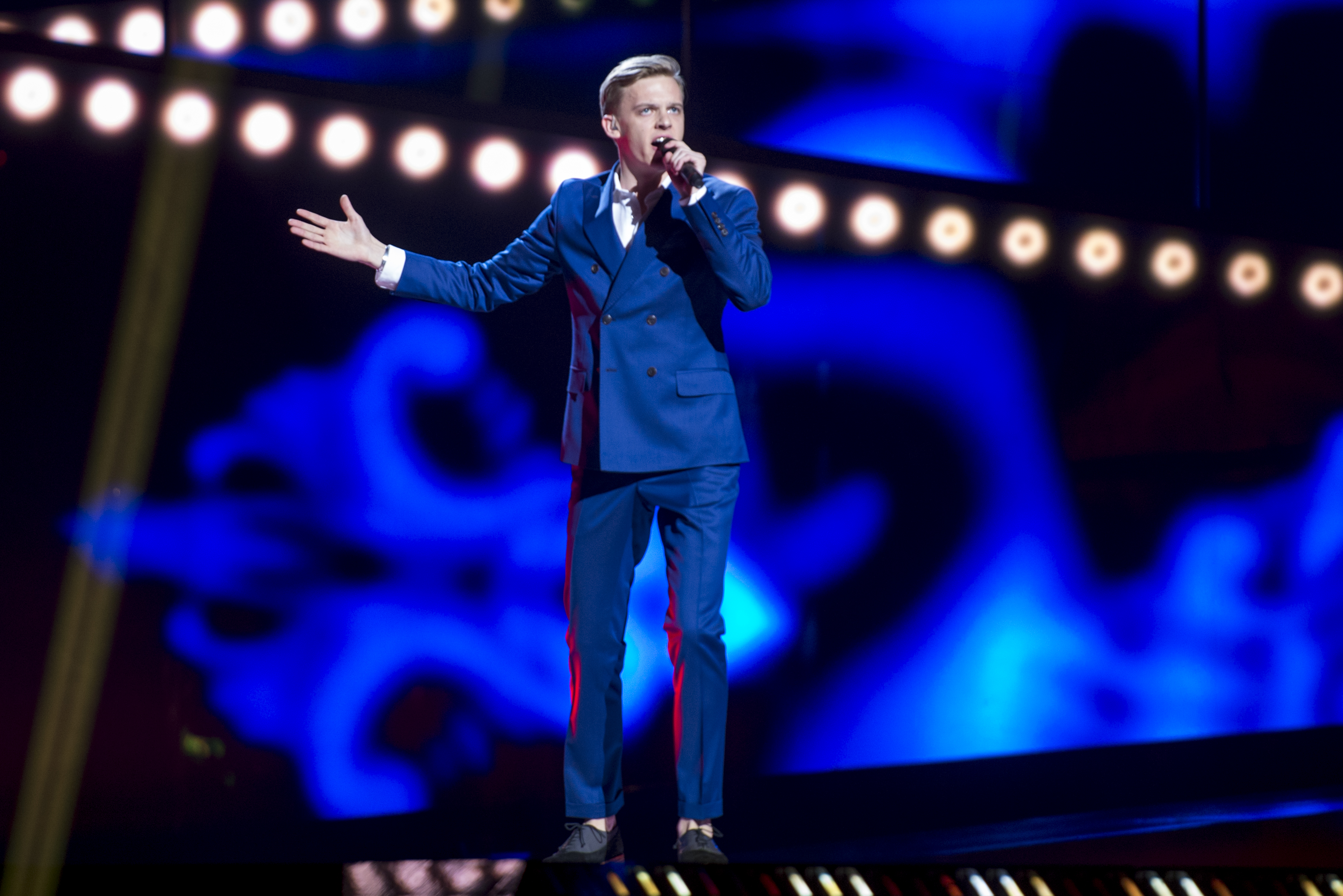

Estland deltog i Eurovision Song Contest 2016 i Stockholm, Sverige. Jüri Pootsmann med "Play" representerade landet.

## Bakgrund
Estlands tv-bolag ETV och ERR bekräftade sitt deltagande 27 maj 2015.

## Format
Två semifinaler och en final var uttagningsformen för Eesti Laul. En kombination av hälften jurypoäng och hälften telefonröster utsåg de fem finalisterna från båda semifinalerna. Förutom segern och avfärd mot Stockholm, de vinnande bidraget fick €1,500, tvåan och trean fick €500 i prissumma.

## Semifinal 1
Sändes 13 februari. Bidragen med gul bakgrund gick vidare till final.
| Pos. | Artist                        | Sång                |
| ---- | ----------------------------- | ------------------- |
| 1    | The Jingles                   | "Love A Little Bit" |
| 2    | Würffel                       | "I'm Facing North"  |
| 3    | Mick Pedaja                   | "Seis"              |
| 4    | Indrek Ventmann               | "Hispaania tüdruk"  |
| 5    | Cartoon feat. Kristel Aaslaid | "Immortality"       |
| 6    | Kéa                           | "Lonely Boy"        |
| 7    | Kati Laev & Noorkuu           | "Kaugel sinust"     |
| 8    | Zebra Island                  | "How Many Times"    |
| 9    | Laura Remmel                  | "Supersonic"        |
| 10   | Windy Beach                   | "Salty Wounds"      |

## Semifinal 2
Sändes 20 februari. Bidragen med gul bakgrund gick vidare till final.
| Pos. | Artist                       | Sång               |
| ---- | ---------------------------- | ------------------ |
| 1    | Go Away Bird                 | "Sally"            |
| 2    | Jüri Pootsmann               | "Play"             |
| 3    | Meisterjaan                  | "Parmupillihullus" |
| 4    | I Wear* Experiment           | "Patience"         |
| 5    | Púr Múdd                     | "Meet Halfway"     |
| 6    | Grete Paia                   | "Stories Untold"   |
| 7    | Põhja-Tallinn & Jaagup Kreem | "Ei ole mul olla"  |
| 8    | Anett Kulbin                 | "Strong"           |
| 9    | Gertu Pabbo                  | "Miljon korda"     |
| 10   | La La Ladies                 | "Unikaalne"        |

## Final
Sändes 5 mars. Bidragen med gul bakgrund gick vidare till superfinal.
| Pos. | Artist                        | Sång               |
| ---- | ----------------------------- | ------------------ |
| 1    | Laura                         | "Supersonic"       |
| 2    | Go Away Bird                  | "Sally"            |
| 3    | Mick Pedaja                   | "Seis"             |
| 4    | Grete Paia                    | "Stories Untold"   |
| 5    | Kéa                           | "Lonely Boy"       |
| 6    | Jüri Pootsmann                | "Play"             |
| 7    | Kati Laev & Noorkuu           | "Kaugel sinust"    |
| 8    | Cartoon feat. Kristel Aaslaid | "Immortality"      |
| 9    | Meisterjaan                   | "Parmupillihullus" |
| 10   | I Wear* Experiment            | "Patience"         |

### Superfinal
| Artist                        | Sång          | Plats |
| ----------------------------- | ------------- | ----- |
| Laura                         | "Supersonic"  | 2     |
| Jüri Pootsmann                | "Play"        | 1     |
| Cartoon feat. Kristel Aaslaid | "Immortality" | 3     |

## Under Eurovision
Estland deltog i SF1 där de inte lyckades ta sig till finalen.